# Оропедио
Оропедио (грч. Οροπέδιο) је насељено место у општини Гребен у периферији Западна Македонија, Грчка. Према попису из 2021. године било је 77 становника.
Насеље је на попису из 1913. године имало 399 житеља Грка. Село се раније звало Вилија.